# Mike Pudlick
Mike Pudlick (* 24. Februar 1978 in Blaine, Minnesota) ist ein US-amerikanischer Eishockeyspieler (Verteidiger), der zuletzt bei den Stavanger Oilers in der norwegischen GET-ligaen unter Vertrag stand. 

## Karriere
Mike Pudlick begann seine Karriere als Eishockeyspieler bei den Twin City Vulcans, für die er von 1996 bis 1998 in der United States Hockey League aktiv war. Für seine Mannschaft erzielte der Verteidiger dabei in insgesamt 104 Spielen 13 Tore und gab 35 Vorlagen. Anschließend spielte er zwei Jahre lang für die St. Cloud State University in der Western Collegiate Hockey Association. Mit guten Leistungen, vor allem in der Offensive, konnte er sich als Free Agent für einen Vertrag bei den Los Angeles Kings aus der National Hockey League empfehlen, für die er allerdings nie spielte. Stattdessen lief er von 2000 bis 2003 für deren Farmteams aus der American Hockey League, die Lowell Lock Monsters und Manchester Monarchs auf. 
Im Sommer 2003 wechselte Pudlick zu den Washington Capitals, kam jedoch in der folgenden Spielzeit erneut nur in deren AHL-Farmteam, den Portland Pirates, zu Einsätzen. Aus diesem Grund ging er zur Saison 2004/05 zu den Augsburger Panthern aus der Deutschen Eishockey Liga, für die er in insgesamt 54 Spielen 23 Scorerpunkte erzielte. Zur folgenden Saison wechselte er zu den Krefeld Pinguinen und ergänzte die Reihe mit Andy Hedlund und Richard Pavlikovský. Danach wechselte er zur Saison 2006/07 zum Zweitligisten Grizzly Adams Wolfsburg, mit dem ihm der Aufstieg in die DEL gelang. Trotz dieses Erfolges verließ der US-Amerikaner die Niedersachsen und unterschrieb am 1. Oktober 2007 bei den Stavanger Oilers in der norwegischen GET-ligaen. Seit Ende der Saison 2007/08 ist der Rechtsschütze vereinslos. 

## Erfolge und Auszeichnungen
- 2000 WCHA First All-Star Team
- 2000 NCAA West Second All-American Team
- 2007 Aufstieg in die DEL mit den Grizzly Adams Wolfsburg